# Украина (телеканал)
«Украина» (укр. Україна) — бывший украинский общенациональный телеканал, входил в медиахолдинг «Медиа Группа Украина», который входил в компанию SCM Рината Ахметова.
Основная сетка канала состояла из телешоу, информационных программ, фильмов и сериалов собственного производства.
Общее покрытие телеканала «Украина» на апрель 2020 составляло 96,5 % всех домохозяйств Украины. Передача сигнала осуществлялась с помощью аналоговой передающей сети, кабельных сетей, сети цифрового вещания DVB-T2 и через спутник. Техническое покрытие телеканала составляло 95 % территории Украины.

## История
ТРК «Украина» была создана в Донецке в марте 1993 года как государственное коммунальное предприятие под названием «Дока-ТВ». Залогодателем канала выступил Донецкий городской совет. Канал начал вещание в Донецке на седьмом канале, где в результате разделил время с другими телекомпаниями — «АСКЕТ 7х7» и СКЭТ. К концу 90-х годов телекомпания «АСКЕТ» была выкуплена структурами Рината Ахметова, а в связи с перелицензированием каналов и частот новые владельцы телеканала «АСКЕТ» предложили ТРК «Украина» объединиться на взаимовыгодных условиях для того, чтобы не делить канал, а развивать его совместно. Таким образом, в марте 2001 года было образовано ЗАО «ТРК Украина», которое и получило лицензию на 6 ТВК в Донецке, а впоследствии — на ряд каналов в Донецкой и Луганской областях. В 2001 году уже официально основным акционером телеканала «Украина» становится группа СКМ Рината Ахметова которая в то время овладела 75 % акций телеканала (впоследствии в 2007 году СКМ станет собственником уже 99 %, а в 2010—100 % акций телеканала).
В 2002—2003 годах компания продолжила активное развитие, получив более сотни телевизионных частот по всей Украине, среди которых и 11 телеканал в Киеве, на котором канал начал вещание в июне 2003 года. В 2003 году канал начинает вещание также и через спутник. К концу лета в апреле 2003 года ТРК «Украина» вошла в наиболее доступные пакеты киевского кабельного оператора «Воля». А в 2004 году канал получает статус национального.
В то время телеканал «Украина» по своему наполнению и качества программного контента был довольно слабым по сравнению с киевскими вещателями. Эфирное вещание велось через маломощный передатчик. Впрочем, практически 100 % проникновения канала в киевские кабельные сети нивелировало данную проблему, однако для тех телезрителей, которые принимали сигнал с эфира, она оставалась актуальной. Соответственно, в первый год вещания в эфирном пространстве Киева ТРК «Украина» практически оставалась незамеченной. Однако, канал привлекал телезрителей трансляциями футбольных матчей, в том числе донецкого ФК «Шахтёр».
В 2003 году, в итоговом документе Счётной палаты Украины за результаты анализа состояния выполнения Комплексных мероприятий по всестороннему развитию украинского языка, планирования и использования средств Государственного бюджета Украины на их внедрение, подготовленного департаментом контроля расходов на социальную сферу и науку и утверждён постановлением Коллегии Счётной палаты от 16.09.2003, отмечалось, что причиной отсутствия русскоязычного вещания коммерческих телеканалов назвала отсутствия контроля за соблюдением ими лицензионных соглашений со стороны Национального совета Украины по вопросам телевидения и радиовещания. В качестве примера наиболее вопиющего нарушения конституционных норм относительно использования украинского языка в телерадиопространстве Украины, Счётная палата Украины привела пример трансляций недавно созданного телеканала «Украина», где все без исключения передачи велись на русском языке.
Со временем телеканал начал формировать собственную медиа-группу: в 2008 году было оформлено Медиа Группу Украина, куда кроме ТРК Украина также вошёл и спортивный телеканал «Футбол». Осенью 2009 года ТРК «Украина» запустила в Донецке в метровом диапазоне региональный канал «Донбасс», продолжая собственное вещание на дециметровых волнах.
В конце 2009 года ТРК «Украина» переехал из Донецка в Киев в новое помещение, в котором расположились студии и аппаратные телеканалов «Украина» и «Футбол». Донецкие студийные помещения ТРК «Украина» перешли в распоряжении регионального телеканала «Донбасс».
В апреле 2013 года канал приобрёл права на то, чтобы в 2016 году быть официальным украинским транслятором УЕФА «Евро-2016» и ФИФА Чемпионат мира по футболу 2018 в России. Однако, трансляторами Чемпионата мира по футболу 2018 в России были телеканалы Интер и НТН. Официальным транслятором Лиги чемпионов и Лиги Европы УЕФА 2015, 2016 и 2017, а также квалификационных матчей «Евро-2016» также был телеканал Украина.
В 2015 году канал начал активно развивать собственное производство: социальные ток-шоу, информационные программы, художественные фильмы и сериалы занимали высокие позиции на протяжении года.
В 2015 году доля канала составила 9,52 %, в 2016 — 9,74 %, в 2017 — 10,65 %, затем по итогам этого года «Украина» впервые в своей истории заняла первое место среди украинских телевизионных каналов.
В связи с вторжением России на Украину с 24 февраля по 22 июля 2022 года круглосуточно транслировал марафон «Единые новости» с собственным логотипом, причём с 28 февраля по 9 мая — с логотипом родственного телеканала «Украина 24». В эфире отсутствовала реклама.

### Закрытие
В начале июля 2022 года материнская компания «СКМ» приняла решение о выходе из медиабизнеса и передаче лицензий телеканалов «Медиа Группы Украина» на вещание в пользу государства. В эфире транслируется марафон «Единые новости», а на сайтах каналов опубликовано заявление Рината Ахметова об активах медиагруппы.
22 июля 2022 года в 10:00 вместе с родственными каналами телеканал прекратил своё вещание.

## Руководство[4]
- Виктория Корогод — руководитель канала
- Елена Шворяк — директор по маркетингу Дирекции маркетинга;
- Юрий Сугак — главный редактор «Новостийной группы Украина», главный редактор канала «Украина»;
- Светлана Бережна — промо-директор канала;
- Юлия Гатитулина — директор департамента планирования программ;
- Ирина Черняк — директор департамента по закупкам программ;
- Андрей Хлапонин — директор технического департамента;
- Татьяна Никитина — директор департамента аналитики;
- Анатолий Сябро — директор департамента развлекательных программ;
- София Паненко — финансовый директор канала «Украина»;
- Богдан Жданов — директор департамента по развитию вещания;
- Наталья Стрибук — главный продюсер департамента кино-сериального производства

## Программы и сериалы собственного производства

### Программы
- «Сьогодні» (рус. «Сегодня»), до 2008 года «События», до 13 февраля 2017 года (рус. «События») — ежедневная информационная программа (ведущие — Елена Кот, Анна Панова, Виталий Школьный, Марина Кухар, Ольга Грицык, Игорь Пупков, Максим Сикора, Людмила Добровольская)
- «Сьогодні. Підсумки» (рус. «Сегодня. Итоги»), до 2018 года «События недели» — еженедельная информационно-аналитическая программа (ведущий — Олег Панюта)
- «Говорить Україна» (рус. «Говорит Украина») — ток-шоу (ведущий — Алексей Суханов). С августа 2016 года выходит на украинском языке
- «Ранок з Україною» (рус. «Утро с Украиной») — утренняя программа (ведущие — Григорий Герман, Лилия Ребрик, Светлана Катренко и Анатолий Анатолич)
- «Реальная мистика» — проект о необъяснимых и мистических событиях в жизнях людей (ведущий — Андрей Дебрин). С 5 сезона снимается на украинском языке.
- «Головна тема» (рус. «Главная тема») — общественно-резонансный проект (ведущая — Елена Кот).
- «Зірковий шлях» (рус. «Звёздный путь») — проект о жизни и творческом пути звёзд шоу-бизнеса и разных известных людей (ведущие — Даниэль Салем и Алёна Винницкая).
- «Контролёр» — авторское расследование (ведущий — Ярослав Куц).
- «Історія одного злочину» (рус. «История одного преступления») — документальный детектив о раскрытии какого-либо преступления (ведущая — Александра Соколовская).
- «Свекруха чи невістка» (рус. «Свекровь или невестка») — кулинарная программа (ведущий — Григорий Герман).
- «Місія: краса» (рус. «Миссия: красота») — реалити-шоу о моде и стиле (ведущие — Ильяс Сахтара и Ирина Фролова).
- «Свобода слова Савика Шустера» — еженедельное социально-политическое ток-шоу.
- «Маска» — музыкальное развлекательное шоу, формат «The Masked Singer» (ведущий — Владимир Остапчук).
- «Мисливці за дивами» (рус. «Охотники за чудесами») — тележурнал историй (ведущие — Анастасия Кошман и Назар Хассан (ХАС)).
- «Всюди люди» (рус. «Повсюду люди») — познавательный тележурнал о людях и странах
- «Жить будете» — скетч-шоу
- «Футбольний вікенд» (рус. «Футбольный уик-энд») — информационно-аналитическая телепрограмма о футболе, выходила с марта 2003 по 13 мая 2012 года (ведущий — Александр Денисов);
- «Критична точка» (рус. «Критическая точка») — проект журналистских расследований, выходил с сентября 2007 по 28 февраля 2014 года;
- «Телезірка-суперзірка» (рус. «Телезвезда-суперзвезда») — вокальный конкурс, адаптация формата «Soapstar Superstar», выходил с 6 апреля по 1 июня 2008 года (ведущие — Андрей Малахов и Анна Седокова);
- «Шустер Live» — общественно-политическое ток-шоу в прямом эфире, выходило с 5 сентября 2008 по 24 декабря 2010 года (ведущий — Савик Шустер);
- «Шоу Вєрки Сердючки» (рус. «Шоу Верки Сердючки») — юмористическая беседа с известными людьми, идейное продолжение проекта «СВ-шоу», выходившее со 2 октября по 25 декабря 2008 года (ведущий — Андрей Данилко);
- «Яка то мелодія?» (рус. «Какая это мелодия?») — музыкальное шоу, адаптация формата «Name That Tune», выходило в 2008 году. Ведущий — Константин Киркарян;
- «Зіркові зустрічі» (рус. «Звёздные истории») — проект встреч с известными личностями из России, выходил с 25 января по 1 ноября 2009 года (ведущая — Алла Крутая);
- «Життєві сенсації» (рус. «Жизненные сенсации») — социально-документальный проект о личной жизни украинцев, выходил с 13 февраля по 19 декабря 2009 года);
- «Готовий відповідати» (рус. «Готов отвечать») — общественно-политическое ток-шоу, выходило с 24 сентября по 10 декабря 2009 года (ведущая — Оксана Зиновьева);
- «Насправді шоу» (рус. «На самом деле шоу») — юмористический проект, выходил с 4 октября по 1 ноября 2009 года (ведущий — Антон Лирник);
- «Народна зірка» (рус. «Народная звезда») — музыкальное шоу, выходило с 10 октября 2009 по 7 мая 2011 года (ведущие — Снежана Егорова, Максим Нелипа, Ирма Витовская, Оля Полякова);
- «Граєш чи не граєш» (рус. «Играешь или не играешь») — шоу с поиском денег в чемоданах, адаптация формата «Deal or no Deal», выходила с 7 марта по 19 декабря 2010 года (ведущий — Дмитрий Шепелев);
- «Відпустка навпаки» (рус. «Отпуск наоборот») — трэвел-шоу, выходило с 1 по 22 мая 2010 года (ведущий — Виталий Козловский);
- «Відкритий доступ» (рус. «Открытый доступ») — ток-шоу на актуальные темы, выходившее с 20 мая по 25 ноября 2010 года (ведущий — Андрей Данилевич);
- «Без ГМО!» — развлекательная ревизия ресторанов, выходившая с 18 сентября 2010 по 29 января 2011 года (ведущие — Александр Сидоренко и Олег Михайлюта);
- «Заручники долі» (рус. «Заложники судьбы») — социально-документальный проект о людях с неординарными судьбами, выходил с 22 сентября по 15 декабря 2010 года (ведущий — Михаил Байтман);
- «Ласкаво просимо» (рус. «Добро пожаловать») — проект встреч с известными личностями из России, выходил с 16 октября 2010 по 13 марта 2014 года (ведущая — Алла Крутая);
- «Ти чемпіон» (рус. «Ты чемпион») — боксёрское шоу, адаптация формата «The Contender», выходившая с 17 октября по 12 декабря 2010 года (ведущие — Костя Цзю, Денис Никифоров и Алина Шатерникова);
- «Оголена красуня» (рус. «Обнажённая красотка») — женское реалити-шоу, адаптация формата «How to Look Good Naked», выходило с 6 ноября 2010 по 10 декабря 2011 года (ведущий — Ильяс Сахтара);
- «Буба шоу» — детская кукольная программа, вышло только два выпуска — 13 и 20 ноября 2010 года (ведущие — Виталий Салий и Ирма Витовская);
- «Фактор статі» (рус. «Фактор пола») — откровенное ток-шоу, вышло только три выпуска — с 17 апреля по 1 мая 2011 года (ведущие — Марыся Горобец и Богдан Трибой);
- «Хвилина для перемоги» (рус. «Минута на победу») — развлекательное шоу-соревнование, адаптация формата «Minute to Win It», выходило с 16 октября по 30 декабря 2011 года (ведущий — Максим Аверин);
- «Хто хоче заміж за мого сина?» (рус. «Кто хочет замуж за моего сына?») — реалити-шоу о семейных отношениях, выходило с 22 октября по 10 декабря 2011 года (ведущие — Анна Егорова и Лена Ленина);
- «Жити будете!» (рус. «Жить будете!») — скетч-шоу о буднях врачей, выходило с 8 января по 1 апреля 2012 года (1-40 выпуски, впоследствии все отснятые серии были показаны на российском канале «РЕН ТВ»);
- «Тільки один» (рус. «Только один») — телеигра на отгадывание незнакомцев, адаптация формата «Odd One In», выходила с 13 января по 30 марта 2012 года (ведущий — Леонид Сенкевич, участники постоянной команды — Михаил Шац и Татьяна Лазарева);
- «Таємниці зірок» (рус. «Тайны звёзд») — документальный цикл команды Сергея Майорова, выходил с 31 марта 2012 по 28 декабря 2014 года;
- «Герої екрану» (рус. «Герои экрана») — документальный цикл команды Сергея Майорова, выходил с 1 апреля 2012 по 28 апреля 2013 года;
- «Гості на порозі» (рус. «Гости на пороге») — семейное реалити-шоу, выходило с 28 апреля по 16 июня 2012 года (ведущий — Максим Нелипа);
- «Додому на свята» (рус. «Домой на праздники») — документальный цикл команды Сергея Майорова, выходил с 24 августа по 15 декабря 2012 года;
- «Найкращий кухар на селі» (рус. «Лучший повар на селе») — кулинарное реалити-шоу, выходило с 14 октября 2012 по 10 июня 2013 года (ведущие — Дино Дал Борго и Лилия Либкина);
- «Тридцятирічні» (рус. «Тридцатилетние») — документальный цикл команды Сергея Майорова, выходил с 16 октября по 26 декабря 2012 года;
- «На валізах» (рус. «На чемоданах») — трэвел-шоу, выходило с 1 по 29 декабря 2012 года (ведущий — Ярослав Лодыгин);
- «Найрозумніший» (рус. «Самый умный») — интеллектуальная игра для детей и подростков, адаптация формата «Britain’s Brainiest Kid», прямое продолжение проекта российского канала СТС, выходила с 10 марта по 23 июня 2013 года (ведущая — Людмила Добровольская);
- «Люблю. Чекаю» (рус. «Люблю. Жду») — шоу встреч и знакомств, адаптация формата «Hello Goodbye», выходило с 10 августа по 23 декабря 2013 года (ведущий — Александр Пилипенко);
- «Як дві краплі» (рус. «Как две капли») — шоу перевоплощений, адаптация формата «Your Face Sounds Familiar», перекупленного у «Нового канала», выходила с 6 сентября по 31 декабря 2013 года (ведущие — Антон Лирник и Анастасия Заворотнюк);
- «Світ на смак» (рус. «Мир на вкус») — кулинарное трэвел-шоу, выходило с 8 сентября по 22 декабря 2013 года (ведущий — Владимир Оселедчик);
- «Хто вартий більшого?» (рус. «Кто достоин большего?») — интеллектуальная командная игра, адаптация формата «De Gemene Deler», выходила с 15 сентября по 14 декабря 2013 года (ведущий — Андрей Джеджула);
- «1 за 100 годин» (рус. «1 за 100 часов») — шоу о ремонте, выходило с 21 сентября 2013 по 27 декабря 2014 года (ведущие — Сергей Бобак и Ксения Коваль, позже Ольга Евланова);
- «Великі мрійники» (рус. «Великие мечтатели») — документальный цикл об известных учёных, выходил с 6 по 10 января 2014 года;
- «Історія криміналістики» (рус. «История криминалистики») — документальное расследование самых резонансных преступлений, выходило с 17 января по 14 февраля 2014 года (были показаны 5 серий из 6, ведущий — Даниил Спиваковский);
- «Пристрасті на паркеті» (рус. «Страсти на паркете») — танцевальное шоу, адаптация формата «Stepping Out», из-за политической ситуации в стране вышло всего два выпуска — 2 и 9 марта 2014 года (ведущая — Ксения Собчак);
- «Хочу до Меладзе» (рус. «Хочу к Меладзе») — музыкальное реалити-шоу по поиску участников для нового бойс-бэнда под руководством Константина Меладзе, выходило с 7 сентября по 23 ноября 2014 года, на день позже России, Беларуси и Казахстана (ведущие — Игорь Верник и Вера Брежнева);
- «Співай як зірка» (рус. «Пой как звезда») — музыкальное шоу, адаптация формата «Keep Your Light Shining», выходило с 27 февраля по 5 июня 2015 года (ведущие — Дмитрий Шепелев и Александр Скичко);
- «Відверто з Машею Єфросініною» (рус. «Откровенно с Машей Ефросининой») — проект о жизни и творческом пути разных известных людей, выходивший с 7 марта 2015 по 21 мая 2016 года (ведущая — Мария Ефросинина);
- «Глядач як свідок» (рус. «Зритель как свидетель») — ток-шоу, независимое расследование резонансных преступлений, которое ведут сами зрители, выходило с 3 ноября 2015 по 7 июля 2016 года (ведущий Максим Сикора);
- «Кулінарна академія Олексія Суханова» (рус. «Кулинарная академия Алексея Суханова») — кулинарная программа, выходившая с 13 февраля по 26 декабря 2016 года (ведущий — Алексей Суханов).
- «Шоу братів Шумахерів» (рус. «Шоу братьев Шумахеров») — юмористическое шоу, выходило с 3 июня 2017 по 31 декабря 2018 года (ведущие — Юрий Великий и Сергей Цвиловский).
- «Дивовижні люди» (рус. «Удивительные люди») — шоу талантов, адаптация формата «The Brain», выходило с 23 февраля по 20 апреля 2019 года (ведущий — Александр Скичко).

### Новогодние мюзиклы и шоу
- 31 декабря 2013 — Как две капли. Новогодний концерт
- 31 декабря 2014 — мюзикл «Алиса в стране чудес» и Большой новогодний концерт
- 31 декабря 2015 и 2016 — Говорит Украина. Новогоднее шоу
- 31 декабря 2017 — Большое новогоднее приключение
- 31 декабря 2018 — Фантастическая ночь
- 31 декабря 2019 — Привет, 20-е!
- 31 декабря 2020 — Новогодняя ночь на канале «Украина»
- 31 декабря 2021 — Новогодняя Маска

### Сериалы вечернего эфира
- «Маруся» — мелодрама (в главных ролях: Полина Долинская, Александр Давыдов, Роман Полянский).
- «Катина любовь» — мелодрама (в главных ролях: Ольга Павловец, Дмитрий Пчела, Антон Батырев).
- «Джамайка» — мелодрама (в главных ролях: Людмила Свитова, Дарья Повереннова, Максим Радугин).
- «Поцелуй!» — мелодрама (в главных ролях: Алена Якимова, Иван Колесников, Евгений Воловенко).
- «Сашка» (2013—2014) — мелодрама (в главных ролях: Анна Кошмал, Александр Давыдов, Владлена Марчак).
- «Спасти босса» — комедийная мелодрама (в главных ролях: Илья Иосифов, Алёна Якимова, Илья Коробко, Ксения Хаирова).
- «Дворняжка Ляля» — мелодрама (в главных ролях: Оксана Жданова, Александр Попов, Ада Роговцева).
- «Бессмертник» — мелодрама (в главных ролях: Марина Дьяконенко, Валентин Томусяк, Екатерина Тышкевич).
- «Королева игры» — мелодрама (в главных ролях: Вахтанг Беридзе, Надежда Бахтина, Михаил Полосухин).
- «Клан ювелиров» — мелодрама (в главных ролях: Наталья Денисенко, Андрей Фединчик, Константин Данилюк, Вячеслав Довженко).
- «Не зарекайся» — мелодрама (в главных ролях: Валерия Ходос, Виталий Салий, Яна Соболевская, Анна Кошмал, Екатерина Варченко).
- «Певица» — мелодрама (в главных ролях: Александра Эпштейн, Ли Берлинская, Павел Вишняков).
- «Райское место» — мелодрама (в главных ролях: Клавдия Дрозд, Андрей Фединчик, Софья Письман).
- «Дежурный врач» (укр. «Черговий лікар») — медицинская драма (в главных ролях: Михаил Жонин, Ирина Ткаленко, Руслан Сокольник, Надежда Левченко, Лилия Майборода).
- «Доктор Ковальчук» (укр. «Лікар Ковальчук») — мелодрама (в главных ролях: Анастасия Карпенко, Сергей Деревьяненко, Александр Форманчук).
- «Обручальное кольцо с рубином» (укр. «Обручка з рубіном») — мелодрама (в главных ролях: Дарья Барихашвили, Мария Пустова, Роман Луцкий, Алексей Нагрудный).
- «Агенты справедливости» (укр. «Агенти справедливості»)— детектив (в главных ролях: Алексей Зорин, Лариса Пономаренко). Начиная с третьего сезона снимается на украинском языке.
- «Филин» (укр. «Філін») — детектив (в главных ролях: Александра Эпштейн, Руслана Писанка, Владимир Мельник)
- «Отважные» (укр. «Відважні») — детектив, социальная драма (в главных ролях: Ирина Лановенко, Александра Лютая, Дарья Петрожицкая, Александра Гончарова, Андрей Мерзликин)
- «Почта» (укр. «Пошта») — детектив, мелодрама (в главных ролях: Елена Михайличенко, Артём Позняк, Елена Бондарева-Репина, Валентина Вовченко, Ярослав Шиндер)
- «Тайны» (укр. «Таємниці») — детектив, мелодрама (в главных ролях: Анастасия Пустовит, Макар Тихомиров, Сергей Калантай, Ирина Новак, Наталия Бабенко, Даниил Мирешкин)
- «Вызов» (укр. «Виклик») — драма, 2 сезона (в главных ролях: Сергей Кучеренко, Геннадий Попенко, Елена Колесниченко, Владимир Гончаров, Алексей Хильский, Дмитрий Бурма)
- «Детский охранник»  — детектив, 1 сезон

- «Обман» (12 серий)
- «Спасти Веру» (16 серий)
- «Хрустальные вершины» (8 серий)
- «Теория зла» (8 серий)
- «Чужие грехи» (16 серий)
- «Без тебя» (16 серий)
- «Незакрытая мишень» (24 серии)
- «В плену у прошлого» (16 серий)
- «Лестница в небеса» (24 серии)
- «Тройная защита» (16 серий)
- «На линии жизни» (32 серии)
- «Между любовью и ненавистью» (8 серий)
- «Когда прошлое впереди» (12 серий)
- «Забудь и вспомни» (12 серий)
- «Две жизни» (12 серий)
- «Гражданин никто» (16 серий)
- «Цветы дождя» (8 серий)
- «Спецы» (20 серий)
- «Короткое слово „нет“» (12 серий)
- «Идеальный враг» («Белое-черное») (16 серий)
- «Завещание принцессы» (8 серий)
- «Горничная» (8 серий)
- «Вторая жизнь Евы» (8 серий)
- «Балерина» (8 серий)
- «Год в Тоскане» (16 серий)
- «Женские секреты» (12 серий)
- «Шуша» (16 серий)
- «Три сестры» (8 серий)
- «Роман с детективом» (16 серий)
- «Расколотые сны» (16 серий)
- «Отречение» (24 серии)
- «Мавки» (16 серий)
- «Исчезающие следы» (16 серий)
- «Эксперт» («Консультант») (16 серий)
- «Наследники» (16 серий)
- «Маркус» (8 серий)
- «Любимые дети» (8 серий)
- «Криминальный журналист» (16 серий)
- «Дорога домой» (8 серий)
- «Другая» (18 серий)
- «Другая жизнь Анны» (8 серий)
- «Возвращение» (8 серий)
- «Сердце матери» (24 серии)
- «Солнечный ноябрь» (16 серий)
- «На твоей стороне» (2 сезона — 48 серий)
- «Капитанша» (2 сезона — 32 серии)
- «Судья» (8 серий)
- «Женский доктор» (5 сезонов — 220 серий)
- «Тайная любовь» (2 сезона — 32 серии)
- «Тайна Марии» (8 серий)
- «Сага» (12 серий)
- «Артист» (8 серий)
- «Выходите без звонка» (4 сезона — 160 серий)
- «Ангелина» (16 серий)
- «Солнечный ноябрь» (16 серий)
- «Затмение» (8 серий)
- «Кладовая жизни» (8 серий)
- «Кто ты?» (16 серий)
- «Наследница поневоле» (8 серий)
- «Отдай мою мечту» (16 серий)
- «Путешествие к центру души» (14 серий)
- «Самый лучший муж» (8 серий)
- «Сиделка» (16 серий)
- «У прошлого в долгу!» (16 серий)
- «Тень звезды» (20 серий)
- «Чужая жизнь» (12 серий)
- «Чужие родные» (8 серий)
- «Мёртвые лилии» (8 серий)
- «Четыре времени лета» (8 серий)
- «Полоса отчуждения» (8 серий)
- «Двойное отражение» (8 серий)

#### Мини-сериалы выходного дня
- «Аквамарин»
- «Алмазная корона»
- «Добрая душа»
- «Жить с Надеждой»
- «Кейс»
- «Королева дорог»
- «Любовь матери»
- «Можешь мне верить»
- «Нарисуй мне маму»
- «Непрекрасная леди»
- «Ошибки молодости»
- «Сашка» (2020)
- «Се ля ви»
- «Скажи мне правду»
- «Слабое звено»
- «Спасти маму»
- «Треугольник судьбы»
- «Три цвета любви»
- «Уроки жизни и вождения»
- «Честная игра»
- «Формула счастья»
- «Аметистовая сережка»
- «Беглянка» (2 сезона)
- «Блестящая карьера»
- «Бойся желаний своих»
- «Бумажный самолётик» («Открытое окно»)
- «Верить и ждать» («Из прошлого с любовью»)
- «Верни мою жизнь»
- «Верь мне»
- «Верю, люблю, надеюсь»
- «Виноград»
- «Вкус счастья»
- «Возвращение к себе»
- «В плену у лжи» («Секрет майя»)
- «Выше только любовь»
- «Год собаки»
- «Девочки мои»
- «Дом надежды»
- «Другая я»
- «Жена по обмену»
- «Жена с того света»
- «Замкнутый круг»
- «Клянусь любить тебя вечно»
- «Кровь ангела»
- «Любовь под микроскопом»
- «На качелях судьбы»
- «На самой грани»
- «Неотправленное письмо»
- «Неродная»
- «Несладкая месть»
- «Ни слова о любви»
- «Нужен мужчина»
- «Нулевой цикл»
- «Одна на двоих»
- «Письмо по ошибке»
- «По щучьему велению»
- «Принцесса Лягушка»
- «Сердце следователя» («Ваня и Варя»)
- «Сестра по наследству» («Сёстры по наследству»)
- «Следы в прошлое»
- «Соломоново решение»
- «Стрекоза»
- «Судьба обмену не подлежит»
- «Трое в лабиринте»
- «Ты моя любимая»
- «Человек без сердца»
- «Штамп в паспорте»
- «18-летний олигарх»
- «Авантюра»
- «Беглецы»
- «Верная подруга» («Много ненастных дней»)
- «Воспитание чувств»
- «Время уходить, время возвращаться»
- «Вспомнить себя»
- «Второй шанс»
- «День Святого Валентина»
- «Долгая дорога к счастью»
- «Дочки»
- «Игра в судьбу»
- «Корзина для счастья»
- «Лабиринт»
- «Миг, украденный у счастья»
- «Мой милый найдёныш»
- «Наша доктор»
- «Не говори мне о любви»
- «Незабытая»
- «Не хочу тебя терять»
- «Никогда не сдавайся»
- «Перевод не требуется»
- «Платье из маргариток»
- «Поговори с ней»
- «После зимы»
- «Почти вся правда»
- «Пробуждение любви»
- «Разве можно мечтать о большем»
- «Разменная монета»
- «Рысь»
- «Сашино дело»
- «Семейный портрет»
- «Следуя за сердцем»
- «Стань моей тенью»
- «Тень прошлого»
- «Тростинка на ветру»
- «Ты только мой»
- «Успеть всё исправить»
- «Хрустальная мечта»
- «Чужие дети»
- «Без колебаний»
- «Будь что будет»
- «Виражи судьбы»
- «Всё равно тебя дождусь»
- «Деда Мороза не бывает»
- «День солнца»
- «Дом который»
- «Ёлка на миллион»
- «Если ты меня простишь»
- «Живая вода»
- «Замок на песке»
- «Здравствуй, сестра»
- «Ищу тебя»
- «Клевер желаний»
- «Компаньонка»
- «Коснувшись сердца»
- «Кровная месть»
- «Любовь с закрытыми глазами»
- «Мальчик мой»
- «Мама моей дочери»
- «Мираж»
- «Моя идеальная мама» («Суррогатная мать»)
- «Нарушая правила»
- «Наседка»
- «Немая»
- «Неслучайные встречи»
- «Не смей мне говорить „Прощай!“»
- «Никогда не бывает поздно»
- «Опекун»
- «Отель „Купидон“»
- «От любви до ненависти»
- «О чём не расскажет река»
- «Подкидыш»
- «Послушная жена» («Ты только верь»)
- «Референт»
- «Семья на год»
- «Сильная женщина»
- «С меня хватит»
- «Солёная карамель»
- «Стеклянная комната»
- «Тайсон»
- «Таксистка»
- «У причала»
- «Утраченные воспоминания»
- «Часы с кукушкой»
- «Чужая»
- «Чужой грех»
- «Я заплачу завтра»
- «Я тебя найду»
- «Я тоже его люблю»
- «Благими намерениями»
- «Вопреки судьбе»
- «В последний раз прощаюсь»
- «Выбирая судьбу»
- «Доктор Счастье»
- «Дочки-мачехи»
- «Жёны на тропе войны»
- «Когда возвращается прошлое»
- «Когда меня полюбишь ты»
- «Курица»
- «Лучше всех»
- «Когда папа Дед Мороз» («Мама для Снегурочки»)
- «На краю любви»
- «Наступит рассвет» («Взойдёт рассвет»)
- «Ноты любви»
- «Отчаянный домохозяин»
- «Подари мне жизнь»
- «Провинциалка»
- «Противостояние»
- «Птичка певчая»
- «Радуга в небе»
- «Ребёнок на миллион»
- «Светка»
- «Бумажные цветы»
- «Всё ещё будет»
- «Второе дыхание»
- «Добро пожаловать на Канары»
- «Дом на холодном ключе»
- «Если бы да кабы»
- «Перекрёстки»
- «Письмо надежды»
- «Прости»
- «Раненое сердце»
- «Свадебное платье»
- «Свой чужой сын»
- «Случайных встреч не бывает»
- «Судьба по имени любовь»
- «Фото на недобрую память»
- «Хирургия. Территория любви»
- «Чёрный цветок»
- «Поездка за счастьем» («Экспресс-командировка»)
- «Это было у моря»
- «Я люблю своего мужа»
- «Я никогда не плачу»
- «Колечко с бирюзой»
- «Последний день войны»
- «Сестричка»

## Повторы российских программ
- «Две звезды» («Первый канал», 3 сезон) — 2009 год
- «Федеральный судья» («Первый канал») — 2009—2010 годы
- «Звезда покера» («РЕН ТВ») — 2009 год
- «Пусть говорят» («Первый канал») — 2012—2014 годы
- «Чистосердечное признание» («НТВ») — 2012—2013 годы
- «Суд присяжных. Окончательный вердикт» («НТВ») — 2013—2014 годы
- «Право на защиту» («Первый канал») — 2012—2013 годы
- «Судебный приговор» («РЕН ТВ») — 2012(?) год